# Saint-Sébastien-de-Raids
 Saint-Sébastien-de-Raids  es una población y comuna francesa, situada en la región de Baja Normandía, departamento de Mancha, en el distrito de Coutances y cantón de Périers.

## Demografía
| 344 | 333 | 275 | 238 | 270 | 280 |
| Para los censos de 1962 a 1999 la población legal corresponde a la población sin duplicidades (Fuente: INSEE [Consultar]) |     |     |     |     |     |